# David Vera
David Vera San Luis (Las Palmas de Gran Canaria, 19 de julio de 1970) es un deportista español que compitió en vela en la clase Soling.
Ganó dos medallas en el Campeonato Mundial de Soling, oro en 1995 y bronce en 1993. Participó en los Juegos Olímpicos de Atlanta 1996, ocupando el octavo lugar en la clase Soling.

## Palmarés internacional
| \| Campeonato Mundial \| Campeonato Mundial \| Campeonato Mundial \| Campeonato Mundial \| \| Año \| Lugar \| Medalla \| Clase \| \| ------------------ \| ------------------ \| ------------------ \| ------------------ \| \| 1993 \| Falero ( Grecia) \| Medalla de bronce \| Soling \| \| 1995 \| Kingston ( Canadá) \| Medalla de oro \| Soling \| |                    |                   |        |
| Campeonato Mundial |                    |                   |        |
| Año | Lugar              | Medalla           | Clase  |
| 1993 | Falero ( Grecia)   | Medalla de bronce | Soling |
| 1995 | Kingston ( Canadá) | Medalla de oro    | Soling |